# Marian Zieliński
Pour les articles homonymes, voir Zieliński.
Marian Zieliński, né le 24 décembre 1929 à Chełm, Pologne et décédé le 13 octobre 2005, à Varsovie est un haltérophile polonais, champion du monde et médaillé olympique.

## Biographie
Affilié au Legia Varsovie, il remporte de nombreux titres nationaux, européens et mondiaux.
En quatre participations aux Jeux olympiques d'été, il remporte trois médailles de bronze (en 1956, 1964 et 1968) et une quatrième place (en 1960).
Par deux fois, il a remporté le titre mondial (en 1959, en poids plumes et en 1963 en poids légers).
Dans les compétitions continentales, il est monté trois fois sur la plus haute marche du podium, en remportant le titre de champion d'Europe (en 1959, en poids plumes et en 1960 et 1963, en poids légers).

## Palmarès
Il a établi de multiples records de Pologne et battu plusieurs records du monde.

### Jeux olympiques
- Melbourne 1956  3e Médaille de bronze en poids plumes (56-60 kg)
- Tokyo 1964 :  3e Médaille de bronze en poids légers (60-67,5 kg)
- Mexico 1968 :  3e Médaille de bronze en poids légers (60-67,5 kg)
- Rome 1960 : 4e en poids légers (60-67,5 kg)

### Championnats du monde
- 1959:  Médaille d'or en poids plumes (56-60 kg).
- 1963:  Médaille d'or en poids légers (60-67,5 kg).
- 1965:  Médaille d'argent en poids légers (60-67,5 kg).
- 1966:  Médaille d'argent en poids légers (60-67,5 kg).
- 1961:  Médaille de bronze en poids légers (60-67,5 kg).
- 1962:  Médaille de bronze en poids légers (60-67,5 kg).

### Championnats d'Europe
- 1959:  Médaille d'or en poids plumes (56-60 kg).
- 1960:  Médaille d'or en poids légers (60-67,5 kg).
- 1963:  Médaille d'or en poids légers (60-67,5 kg).
- 1966:  Médaille d'argent en poids légers (60-67,5 kg).
- 1968:  Médaille d'argent en poids légers (60-67,5 kg).
- 1956:  Médaille de bronze en poids plumes (56-60 kg).
- 1957:  Médaille de bronze en poids plumes (56-60 kg).
- 1961:  Médaille de bronze en poids légers (60-67,5 kg).
- 1962:  Médaille de bronze en poids légers (60-67,5 kg).

### Championnat de Pologne
Sept fois champion de Pologne en 1954 et 1958, en poids plumes (56-60 kg), et en 1959, 1960, 1961, 1962 et 1966, en poids légers (60-67,5 kg).